# 2024年4月逝世人物列表
2024年逝世人物列表：1月 - 2月 - 3月 - 4月 - 5月 - 6月 - 7月 - 8月 - 9月 - 10月 - 11月 - 12月
2024年4月逝世人物列表，是用于汇总2024年4月期间逝世人物的列表。

## 依日期排序

### 30日
- 烏雲其木格（蒙古文：ᠣᠶᠤᠨᠴᠢᠮᠡᠭ），81歲，中国政治人物。曾任第十屆、十一屆全國人民代表大會常務委員會副委員長。[1]
- 保羅·奧斯特（英語：Paul Auster），77歲，美國作家、電影人。[2]
- 法布里齊奧·扎爾迪尼（義大利語：Fabrizio Zardini），57歲，義大利男子高山滑雪運動員。[3]
- 杜安·艾迪（英語：Duane Eddy），86歲，美國吉他手。[4]
- 陳玉蘭（Mely Tan Giok Lan），93歲，印尼社會學家，印尼首名獲得社會學博士學位的女性[5]。

### 29日
- 让-皮埃尔·朱迪切利（法語：Jean-Pierre Giudicelli），81歲，法國現代五項運動員。[6]（死亡宣布日期）
- 斯塔內爾勳爵（英語：The Lord Stunell），81歲，英國英格蘭政治人物。[7]
- 劉毅，94歲，中國政治人物，曾任原国家旅游局局长、党组书记（正部长级）。[8][9]

### 28日
- 萬惠霖，85歲，中国物理化學家，中國科學院院士。廈門大學化學系教授，曾任該校化學化工學院院長、固體表面物理化學國家重點實驗室主任。[10]
- 吉爾貝托·諾萊蒂（義大利語：Gilberto Noletti），82歲，義大利男子足球運動員，司職後衛。[11]
- 諾曼·卡羅爾，95歲，美國小提琴演奏家，在費城交響樂團第一小提琴手和樂團首席任達30年資歷。[12]

### 27日
- 鄭钟煥（朝鲜语：정종환），77歲，韓國公務員，政治人物，前國土海洋部部長，前鐵道廳長。[13]
- 常印佛，92岁 ，中国工程院士，矿学地质家。[14]
- 乔科·皮努尔博（Joko Pinurbo），61岁，印度尼西亞詩人[15]。
- 钟正川，79岁 ，馬來西亞書畫家，號「赤腳」。[16]

### 26日
- 抗癌东东，43歲，原名徐振东，抗癌博主，胃癌逝世。[17]
- 桂由美，94歲，原名结城由美，日本婚纱设计师。[18]

### 25日
- 埃尔米拉·苏莱曼诺娃，86歲，阿塞拜疆化學家及公務員。[19]
- 洛朗·康泰（法語：Laurent Cantet），63歲，法國導演。[20]
- 歐豪年，89歲，中國畫家，嶺南畫派水墨畫家代表。[21]
- 林良太，73歲，台灣「木作王船技術」文化保存者。[22]

### 24日
- 麥克·平德（英语：Mike Pinder），82歲，英國搖滾樂歌手、鍵盤手，「憂鬱藍調合唱團」成員，2018年4月入選摇滚名人堂[23]。

### 23日
- 盧在鳳（韓語：노재봉），88歲，韓國國際政治學家兼政治人物，前總理，前國會議員。[24]
- 伯肯黑德的菲爾德勳爵（英語：The Lord Field of Birkenhead），81歲，英國政治人物。[25]
- 安啟元，90歲，中國政治人物，曾任國家地震局局長，中共陝西省委書記，陝西省政協主席，第十屆全國政協常委等職。[26]
- 弗朗西斯科·罗德里格斯（西班牙語：Francisco Rodríguez），78歲，委內瑞拉拳擊手。[27]
- 周振興，97歲，中國政治人物，曾任中共菏澤地委書記，山東省人民政府副省長，中共青島市委書記，中共山東省委統戰部部長，山東省政協副主席。[28]
- 笠谷幸生（日語：笠谷幸生），80歲，日本滑雪運動員，1972年冬季奧運跳台滑雪金牌，第一位亞洲籍冬季奧運金牌得主[29]。
- 藍星木，76歲，台灣政治人物，前高雄市左營楠梓區議員。[30]
- 羅伯特·丹納德，91歲，美國電機工程師與發明家，為動態隨機存取記憶體（DRAM）的發明者。[31]

### 22日
- 周茂益，52歲，台灣公務員，新北市政府捷運局工程管理科科長。[32]
- 相重揚，97歲，中國政治人物，曾任原農業部副部長。[33]

### 21日
- 刘素珍，92歲，中國人，南京大屠殺倖存者。[34]
- 星希亞（Cincia），本名陳函馨，44歲，台灣部落客和作家。肺腺癌。[35]（消息公佈日期）
- 古昌文，56歲，台灣花蓮慈濟醫院中醫師。（4月21日落海，4月28日尋獲）。[36]
- 富士子·海明（日語：フジコ・ヘミング），92歲，日本瑞典混血裔鋼琴演奏家，胰臟癌。[37]

### 20日
- 莫哈默·韓聶夫·奧瑪，85歲，馬來西亞退役警員，前全國警察總長。[38][39][40]
- 格迪米納斯·基爾基拉斯，72歲，立陶宛政治人物，前總理。[41]
- 安德鲁·戴维斯爵士（英語：Sir Andrew Davis），80歲，英國指揮家。[42]
- 余斯福，80歲，马来西亚書畫家。[43]

### 19日
- 溫慶運，24歲，中華人民共和國死刑犯，广州天河驾车撞人事件肇事犯人。被執行注射死刑。[44]
- 丹尼爾·丹尼特（英語：Daniel Dennett），82歲，美國哲學家、作家及認知科學家。[45]
- 穆罕默德·法里斯（阿拉伯語：أحمد فارس），72歲，敘利亞軍事飛行員及该国首位进入太空的宇航员。[46]
- 马科斯·里瓦斯（西班牙語：Marcos Rivas），76歲，墨西哥足球員。[47]
- 馬占民，91歲，中國人民解放軍副大軍區職離休幹部，曾任原北京軍區副司令員兼北京軍區空軍司令員。[48][49]
- 郑家概，62岁，中国人民武装警察部队中将副司令员。[50]

### 18日
- 迪奇·貝茲（英语：Dickey Betts），80歲，美國搖滾音樂家，欧曼兄弟乐团成員。[51]
- 曼蒂莎（英语：Mandisa），47歲，美國福音、基督教音樂歌手。[52][53][54]
- 洪世和（朝鲜语：홍세화），76歲，韓國作家、政治人物、社會運動家，癌症逝世[55]。
- 肯尼亞北裂谷地區UH-1直升機事故殉職軍人：[56]
  - 弗朗西斯·奧蒙迪·奧古拉（Francis Omondi Ogolla），62歲，肯尼亞軍人，國防軍司令，軍階四星上將
  - 斯瓦爾·賽迪，軍階準尉
  - 鄧肯·基塔尼，軍階上校
  - 大衛·索，軍階中校
  - 喬治·本森·馬貢杜，軍階少校
  - 索拉·穆罕默德，軍階上尉
  - 希拉里·利塔利，軍階上尉
  - 約翰·金紐亞·穆雷蒂，軍階中士
  - 克利洪斯·奧蒙迪，軍階中士
  - 羅斯·尼亞維拉，軍階中士
- 王凌，102歲，中國政治人物，原中央国家机关党委副书记[57]
- 山本圭子（日語：山本 圭子），83歲，日本聲優。[58]

### 17日
- 王憲榕，73歲，中國政治人物、第十一屆全國人民代表大會福建地區代表。[59]
- 尼尔·罗杰斯（英語：Neil Rogers），70歲，澳大利亞游泳運動員。（死亡宣布日期）[60]
- 佐瑟古律，79歲，馬來西亞政治人物。前國會議員（2008-2018）。[61]
- 胡必亮，62歲，中國經濟學家；北京師範大學「一帶一路」研究院院長。[62]
- 劉軒亭，104歲，中國人民解放軍軍醫，原解放軍總醫院院長、政治委員，軍階上校，腦科醫生、首都醫科大學宣武醫院神經外科主任醫師凌鋒教授生父。[63]
- 張旺仔，94歲，台灣台東縣成功鎮旗魚鏢手。[64]

### 16日
- 楊忠義（族名：Mayngus．Nawkih），72歲，台灣苗栗縣泰雅族北勢群Gaga口述傳統保存者。[65]。
- 許義隆，84歲，台灣政治人物，曾任基隆市議員，台灣藝人許效舜父親。[66]。
- 沈華浩，61歲，中國醫生，浙江大學呼吸疾病研究所所長、教授。[67]
- 孫伯翔，89歲，中國書法家。[68]
- 卡爾·厄爾斯金（英語：Carl Daniel Erskine），97歲，美國棒球運動員。[69]

### 15日
- 陳俊甫，38歲，藝名山豬，台灣搞笑藝人，肺炎併發敗血症。[70]。
- 伯多祿·魯比亞諾·薩恩斯（西班牙語：Pedro Rubiano Sáenz），91歲，哥倫比亞籍天主教神父，司鐸級樞機及波哥大總教區榮休總主教。[71]
- 貝恩德·赫爾岑拜因，78歲，德國足球運動員。[72]
- REITA，42歲，日本搖滾樂貝斯手，樂團「the GazettE」成員。[73]
- 帕维尔·巴拉克申（俄語：Павел  Балакшин），87歲，俄羅斯政治人物。前阿爾漢格爾斯克市長。[74]
- 约瑟普·马诺利奇（英语：Josip Manolić），104歲，克羅地亞政治人物，前總理。
- 關貴昭（日语：関貴昭），54歲，日本演員、聲優。[75]

### 14日
- 陈涌泉，92岁，中国相声演员[76]。
- 嚴文明，92歲，中国考古學家，北京大學教授、考古系原主任，曾任中國考古學會副理事長。[77]。
- 肯·霍茲曼（英语：Ken Holtzman），78歲，美國棒球運動員。[78]
- 羅素·本特利（英語：Russell Bentley），64歲，美國籍俄羅斯士兵。（死亡宣布日期）[79][80]
- 謝榮富，75歲，台灣新光集團所屬大台北瓦斯董事長。[81]。
- 马伟志，94歲，中国人民解放军副大军区职离休干部，曾任原国防大学副校长[82]

### 13日
- 黃傑龍，69歲，香港公共機構工作人員，曾任香港房屋協會行政總裁（2009—2020）。[83]
- 保利诺·蒙萨尔韦（西班牙語：Paulino Monsalve），65歲，西班牙曲棍球運動員。[84]
- 費思·林格爾德（英語：Faith Ringgold），93歲，美國畫家、作家[85]。
- 喬安娜·德沃拉科斯卡（波蘭語：Joanna Dworakowska），45歲，波蘭西洋棋手，擁有世界西洋棋聯合會「女子特級大師」(WGM)頭銜[86]。

### 12日
- 鄭城鎮（朝鲜语：정성진 (법조인)），83歲，韓國律師，前檢察官，盧武鉉政府時期的法務部長、國民大學校長及教授。[87]
- 罗伯特·卡沃利（英语：Roberto Cavalli），83歲，意大利時裝設計師，自家個人品牌Roberto Cavalli（英语：Roberto Cavalli (company)）創辦人。[88]
- 史禮海，33歲，中華人民共和國民警，任職陝西省漢中市西鄉縣公安局城北派出所，在辦案過程中被疑犯刀刺殉職。[89]
- 奥尔加·菲科托娃（捷克語：Olga Fikotová），91歲，捷克斯洛伐克、美国女子田径运动员。[90]

### 11日
- 曙太郎（日語：曙 太郎），54歲，美國裔日本相撲力士。心臟衰竭。（死亡宣布日期）[91]
- 朴寶藍（韓語：박보람），30歲，韓國女歌手。[92]
- 植木繁晴（日語：植木 繁晴），69歲，日本職業足球運動員及教練。[93][94]
- 安东·弗莱沙尔，79歲，斯洛伐克足球員。[95]
- 李昭然，38歲，台灣司法人員，士林地方法院刑事庭法官，墜樓身亡，推定為自殺[96][97]。
- 村松康雄（日語：村松 康雄），91歲，日本聲優。[98]
- 胖猫（本名：劉傑），20歲，中國遊戲代練玩家，跳江自殺。[99]

### 10日
- 丹·沃林（英語：Daniel Guy Wallin），97歲，美國音頻工程師。[100]
- O·J·辛普森（英語：O.J.Simpson），76歲，前美式足球運動員和辛普森案被告。前列腺癌。[101]
- 程順和，84歲，中國小麥育種學專家。九三學社第十屆中央委員會委員。[102]
- 藤岡康太，35歲，日本賽馬騎師。在4月6日阪神競馬場第七場四歲或以上一勝雌馬泥地千八米賽事中坠馬身亡。[103]

### 9日
- 弗拉基米爾·阿克肖諾夫（俄語：Владимир Викторович Аксёнов），89歲，蘇聯太空人，兩次執行太空任務，兩次獲得蘇聯英雄榮譽稱號。[104]
- 葉君，53歲，中國文學研究學者，廣西民族大學文學院院長，黨委副書記及教授，交通事故伤重不治。[105]

### 8日
- 彼得·希格斯（英語：Peter Ware Higgs），94歲，英國理論物理學家，愛丁堡大學榮譽退休教授，他以希格斯機制與希格斯粒子而聞名於世。[106]
- 宗田理，95歲，日本小說家，代表作《我們的七日戰爭》。[107]

### 7日
- 米夏埃爾·波德（德語：Michael Boder），65歲，德國音樂指揮家。[108]
- 钟秉林，72岁，中国教育家，曾任北京师范大学校长（2001年4月－2012年7月）。[109]
- 何景揚，年齡不詳，香港政府合約工作人員，廉政公署執行處處長（政府部門）。[110]
- 洛丽和乔治·沙佩尔（英语：Lori and George Schappell），62歲202天，美國籍吉尼斯世界纪录世界最年長連體雙胞胎[111]。

### 6日
- 馬驤聰，90歲，中國環境法學家，中國社會科學院法學研究所研究員，中國社會科學院榮譽學部委員。[112]
- 陳橋，96歲，香港攝影記者，英女王榮譽獎章（英语：Badge of Honour）（1985年）[113]

### 5日
- 林寶瓶，71歲，台灣政治人物，國民黨前嘉義縣議員。[114]
- 馬罕德·狄雍（法語：Mahammed Boun Abdallah Dionne），64歲，塞內加爾政治人物，2014~2019年任總理[115]。

### 4日
- 琳妮·雷德·班克斯（英語：Lynne Reid Banks），94歲，英國兒童文學和青年文學作家。[116]
- 朱善玉（韓語：주선옥），38歲，韓國舞台劇演員。腦出血。[117]

### 3日
- 亞伯特·希斯（英語：Albert "Tootie" Heath），88歲，美國爵士樂鼓手。[118]
- 查化·翁，72歲，馬來西亞歌手、演員、電視節目主持人。[119]
- 肖佐，88歲，中國空間物理學家，北京大學教授，國際宇航科學院院士，曾任中國空間科學學會理事長。[120]
- 刘文宗，97岁，著名国际法学家、国际法教育家和实践者、外交学院国际法系教授。[121]
- 宋閔亨（朝鲜语：송민형），70歲，韓國演員。膽囊癌。[122]
- 卓自持（英語：Stefano Cherchi），23歲，意大利賽馬騎師，本年3月20日在澳大利亞坎培拉發生墜馬意外身亡。[123][124]

### 2日
- 張力雄，110歲133天，中國人民解放軍軍人，開國少將，第五屆全國人大代表，第六、七屆全國政協委員。[125]
- 玛丽斯·孔戴（法語：Maryse Condé），90歲，法國作家。[126][127]
- 约翰·巴思（英語：John Simmons Barth），93歲，美國作家。[128]
- 塔季扬娜·科纽霍娃（俄語：Татьяна Конюхова），92歲，蘇聯演員。[129]
- 張照堂，80歲，台灣攝影家，記錄片導演，曾獲第59屆金馬獎終身成就獎。[130]
- 胡安·比森特·佩雷斯·莫拉（西班牙語：Juan Vicente Pérez Mora），114歲311天，委內瑞拉超級人瑞。[131]
- 計亮年，89歲，中國化學家，中山大学教授，中国科学院院士。[132]
- 徐大麟，81歲，美國華裔創投家，漢鼎亞太創投公司創辦人與董事長。[133]
- 李希林，93歲，中國人民解放軍軍人，軍階上將。原广州军区司令员。[134]
- 鄭威濤，57歲，香港飲食業商人，板前壽司、板長壽司及味千拉麵的創辦人兼董事總經理，乃首位投得「日本一」蓝鳍金枪鱼的香港商人。胰臟癌。[135]

### 1日
- 韓德彩，91歲，中國人民解放軍空軍軍人，將領、軍階中將。[136]
- 盧·康特（英語：Lou Conter），102歲，美國海軍軍人，軍階中尉，珍珠港事件中「亞利桑那號」最後一位在世生存者。[137]
- 穆罕默德-礼萨·扎赫迪（波斯語：محمدرضا زاهدی），63岁，伊朗伊斯兰革命卫队将领，圣城军高层指挥官。空袭身亡。[138]

## 日期不詳
- 董慕節，101歲，香港玄學界人士，原名沈均輝，以「鐵板神算」聞名。[139]
- 呂奇，85歲，香港粵語片演員、編劇、導演。[140]